# Your Turn To Die - Death Game by Majority -
 (octobre 2024).
Your Turn to Die -Death Game by Majority- (キミガシネ -多数決デスゲーム-, Kimi ga Shine -Tasūketsu Desu Gēmu-) est un jeu d'aventure et d'horreur épisodique japonais dont le premier chapitre est sorti le 28 août 2017. Le jeu a été développé par Nankidai, un auteur de manga, et a ensuite été adapté en manga et en light novel, tous deux sortis en 2021. Une traduction en anglais du jeu est sortie en 2019. Le jeu est disponible sur la plateforme Steam depuis le 20 février 2023 en accès anticipé avec la traduction réalisée par vgperson pour la version en anglais. Il n'existe pas à ce jour de traduction française officielle.

## Système de jeu
Your Turn To Die est un jeu d'aventure centré autour de ses personnages et leurs interactions à la manière d'un visual novel. Le jeu est en vue à la première personne. Le joueur peut interagir avec les autres personnages ou objets visibles en cliquant directement sur ces derniers. Pour se déplacer entre les différentes zones du jeu, sauvegarder sa partie ou encore utiliser des objets, le joueur utilise un menu en bas de l'écran comme dans un jeu d'aventure en point-and-click. Contrairement à beaucoup de jeux réalisés avec RPG Maker, Your Turn To Die n'offre pas de progression de niveau ni de statistiques de personnage. Cependant il propose des énigmes qui nécessitent d'utiliser les objets disponibles et des mini-jeux de rapidité qui testent le temps de réaction du joueur.
Les "discussions" dans lesquels le joueur doit trouver la bonne riposte pour avancer dans l'histoire sont également une grande part du jeu. Pendant ces temps de "discussions" choisir une déclaration incorrecte ou non pertinente fera baisser "l'influence" du personnage principal. Faire tomber cette "influence" à zéro est synonyme de la fin de la partie. Certaines décisions prises par le joueur durant ces "discussions" peuvent avoir une importance considérable sur l'intrigue du jeu tandis que d'autres ne font que donner les dialogues différents. Il existe encore bien d'autres fonctionnalités de jeu comme la possibilité d'user de pouvoirs particuliers lorsque le personnage principal est accompagné par certains autres personnages ou les "débats" durant lesquels le joueur doit trouver l'affirmation réfutable parmi quatre.

## Intrigue
Sara Chidouin, une lycéenne, rentre chez elle après l'école lorsqu'elle et son ami Joe Tazuna sont kidnappés et piégés dans une mystérieuse installation. Ils se retrouvent alors forcés de participer à un "jeu de la mort" au cours duquel les participants décident de qui va mourir lors de votes majoritaires pendant le "Jeu Principal". N'ayant pas d'autres options Sara et Joe se plient aux ordres de leurs ravisseurs et coopèrent avec les autres personnages présents pour explorer cette mystérieuse installation, survivre au jeu de la mort et essayer d'en apprendre davantage sur leurs ravisseurs. Lors de la première manche du jeu principal, la défaite de Joe va mener à son exécution. Une mort violente qui traumatise et déstabilise mentalement Sara qui commence à souffrir d'hallucinations violentes.
Au troisième étage de l'installation, le groupe de participants au jeu apprend que l'organisation responsable de leurs enlèvements produit des poupées réalistes, dont certaines à leur effigie. Ils recontrent également des intelligences artificielles d'eux-mêmes, avec lesquelles ils peuvent parler. Après de nombreuses recherches et des efforts communs infructueux pour s'échapper tous ensemble, les participants restants du jeu de la mort sont forcés de participer à un second jeu principal, où Sara se retrouve avec le vote décisif. C'est à elle de choisir qui doit mourir. Sara a alors trois options : soit trahir les autres survivants et s'échapper avec Nao Egokoro l'étudiante en art, entraînant la fin du jeu, soit voter pour l'exécution de Sou Hiyori, intérimaire, ou celle de Kanna Kizuchi, collégienne. Dans ces deux derniers cas, le jeu continue et Sara rencontre une intelligence artificielle de son ami Joe programmée par Sou. Si Sara a voté pour tuer Sou alors l'intelligence artificielle est bienveillante est encourage Sara à continuer de se battre, la soignant de ses hallucinations. Au contraire si Sara a voté pour la mort de Kanna, l'intelligence artificielle est malveillante et maltraite verbalement Sara au point de lui causer une crise psychotique et de lui faire totalement oublier Joe. Sara se met alors à agir de manière plus impitoyable maintenant de le souvenir de Joe n'a plus d'influence sur elle.
L'étage suivant est ensuite débloqué, Sara et les cinq survivants y font le rencontre de six poupée appelées les "Dummies". Ce sont en réalité des copies sous forme de poupées et d'intelligences artificielles de participants décédés lors des premières épreuves n'ayant jamais rencontré d'autres participants du jeu de la mort. Chaque survivant se voit associé un des "Dummies". Au cours de leur exploration de ce nouvel étage de l'installation, le groupe apprend que l'organisation responsable du jeu de la mort s'appelle ASU-NARO. L'un des "Dummies", Ranmaru Kageyama celui en paire avec Sara lui propose de sacrifier tout le reste du groupe pour s'enfuir tout les deux. Si Kanna a survécu au chapitre précédent, Sara rejette catégoriquement l'idée; si Sou a survécu, Sara envisage brièvement l'idée ce qui se révèle être suffisant pour que Ranmaru passe à l'action et tue un des survivants avant de mourir à son tour. Finalement le groupe réussit la dernière épreuve de l'étage bien qu'au moins cinq "Dummies" soient détruits durant cette dernière ne laissant que Mai Tsurugi, la boulangère, Shunsuke Hayasaka, l'employé de bureau ou Naomichi Kurumada le boxeur comme dernière poupée non détruite. Sara et les survivants restants - l'ancien policier Keiji Shinogi, l'élève de primaire Gin Ibushi et, en fonction des choix du joueur, soit Sou ;  soit Kanna et la musicienne Reko Yabusame ; soit Kanna et le prisonnier Alice Yabusame, avancent vers le dernier jeu principal pour affronter les cerveaux derrière le jeu de la mort.
Le jeu est toujours en cours de développement. En octobre 2023, il est disponible jusqu'au chapitre 3, partie 1-B.

## Développement
Nankidai a organisé plusieurs livestreams sur Niconico durant lesquels il discute du développement du jeu.

## Sortie du jeu
Your Turn to Die est publié épisodiquement sous forme de chapitres subdivisés en plusieurs parties. La première partie du premier chapitre est sortie le 28 août 2017, suivie de la sortie de la seconde et dernière partie du premier chapitre le 31 janvier 2018. Le deuxième chapitre est également divisé entre deux parties, la première étant sortie le 7 août 2018 et la seconde le 21 mai 2019. Le troisième chapitre du jeu est à ce jour divisé en partie 1-A et partie 1-B, la première étant publiée le 25 février 2020 et la seconde un an plus tard, le 30 mai 2021. Le 28 août 2022, une sortie du jeu sur Steam a été annoncée et le jeu est effectivement disponible sur la plateforme depuis le 20 février 2023 en accès anticipé, jusqu'au chapitre 3 partie 1-B. La version Steam contient des DLC comme un artbook et un mini épisode bonus pour chacun des personnages. Le dernier chapitre sortira d'abord sur Steam, puis sera disponible gratuitement plus tard. Les deux dates de sorties sont à ce jour inconnues.

## Adaptations

### Manga
Un manga adaptant l'intrigue du jeu a été publié dans le Monthly Shōnen Ace le 26 mars 2019. Il est dessiné par Tatsuya Ikegami . Une traduction en français du manga par Jean-Benoît Silvestre est en cours de publication par Mana Books. En octobre 2023, quatre volumes sont disponibles. Un manga dérivé nommé Kimi yon ~dare mo shinanai kimigashine~ est sorti le 26 février 2021. Il présente des bandes dessinées de type 4 koma illustrées par Nankidai et Yusuke Higeoni, dans un univers alternatif où aucun personnage ne meurt. Aucune traduction en français n'est disponible.

### Roman
Un light novel nommé Kimi ga Shine : Tasuketsu Death Game : Side Joe écrit par Teshigahara Anemo et publié par KADOKAWA est sorti le 27 février 2021. La production du roman a été supervisée par Nankidai. Le roman raconte les événements du jeu du point de vue de Joe. Il n'est pas disponible en français.

## Réception

### Jeu
Le jeu cumule plus de 4 130 000 parties jouées en janvier 2022.
Timothy Wu de Keengamer a décrit le jeu comme étant "un superbe visual novel" avec un "casting de personnages extrêmement fort".

### Manga
Une critique de Demelza travaillant pour Anime UK News a décrit le manga comme « classique » et a critiqué l'écriture des personnages, lui donnant une note finale de 5/10.
Deux critiques sur RightStufAnime ont des points de vue contradictoires sur le manga. Devlen a apprécié le style artistique et a trouvé le concept "intéressant", mais n'a finalement pas été satisfait du manque d'enjeux dans le premier volume. Chris S., lui, a trouvé le manga "décevant", affirmant qu'il avait déjà vu le même concept mieux réalisé dans d'autres oeuvres.
Une critique sur Asian Movie Pulse qualifie le manga de « bonne introduction au genre des jeux de la mort ». L'auteur souligne que le manga a beaucoup de potentiel, qui n'a pas encore été pleinement exploité car il est inachevé. Il fait l'éloge du style artistique, affirmant que "Ikegami s'inspire du style graphique du jeu tout en apportant sa propre patte artistique".

## Sources
1. 1 2  « キミガシネ ―多数決デスゲーム―※最終章前編Bパート更新 », Game Atsumaru (consulté le 23 juin 2021)
2. ↑  « Your Turn to Die - vgperson's Translations », vgperson.com (consulté le 23 juin 2021)
3. ↑  « Your Turn to Die -Death Game By Majority- on Steam », Steam (consulté le 3 septembre 2022)
4. ↑  « Your Turn to Die - vgperson's translations », Vgperson (consulté le 27 juin 2021)
5. ↑  « ゲームアツマールch » [archive du 30 juin 2022], Niconico Video (consulté le 27 juin 2021)
6. ↑  « ナンキダイさん制作のゲーム『キミガシネ -多数決デスゲーム-』の続編「最終章前編Bパート」が公開！宝塚大学東京メディア芸術学部卒業生の活躍 », valuepress (consulté le 5 août 2022)
7. ↑  « キミガシネ -多数決デスゲーム- （１） », Kadokawa.co.jp (consulté le 23 juin 2021)
8. ↑  « キミガシネ ―多数決デスゲーム― side ジョー », Famitsu Bunko,‎ 27 février 2021 (consulté le 23 juin 2021)
9. ↑  « Nankidai's My Page - RPG Atsumaru », RPG Atsumaru (consulté le 23 juin 2021)
10. ↑  (en-US) Timothy Wu, « Your Turn To Die -Death Game by Majority- Preview: Brighter and Bolder than its Peers », sur KeenGamer, 15 mars 2021 (consulté le 17 avril 2025)
11. ↑  « Your Turn to Die: Majority Vote Death Game Volume 1 Review », Anime UK News, 19 mai 2021 (consulté le 23 juin 2021)
12. ↑  Devlen et S, « Your Turn to Die Majority Vote Death Game Manga 1 Review », RightStuf (consulté le 23 juin 2021)
13. ↑  Symchuk, « Manga Review: Your Turn to Die: Majority Death Game (2021) by Nankidai and Tatsuya Ikegami », Asian Movie Pulse, 27 avril 2021 (consulté le 23 juin 2021)